# 高井オレフィン化反応
高井オレフィン化反応（たかいオレフィンかはんのう、Takai olefination）は有機合成反応のひとつで、アルデヒドと gem-有機ジクロム化合物からアルケンを得る反応。高井・内本オレフィン化反応 とも。1986年の最初の報告では、ヨードホルムまたはブロモホルムに過剰の塩化クロム(II)を作用させてジクロム体を発生させ、ベンズアルデヒドと反応させてハロゲン化スチレンを得ていた。現・岡山大学の高井和彦らによって開発された手法で、E体のアルケンが選択的に得られる点が長所とされる。
高井らにより提唱された反応機構では、クロム(II) が基質のハロゲン原子と置き換わりながらクロム(III) に酸化される。2個のハロゲンがクロムに置き換わり gem-ジクロム中間体が発生したところでアルデヒドへ 1,2-付加を起こして炭素-炭素結合ができる。最後にクロム(III) と酸素が脱離してアルケンとなる。ニューマン投影図から、立体障害に立体選択性が支配されたアンチ脱離と考えられている。
高井らによる第2報では、反応の適用範囲が gem-ジヨードアルカンへ広げられた: